# Площадь Рокоссовского (Великие Луки)
Площадь Рокоссовского — одна из центральных площадей города Великие Луки. Расположена на пересечении проспектов Ленина и Октябрьского. Названа в честь дважды Героя Советского Союза маршала Константина Константиновича Рокоссовского.

## История
Площадь образовалась после Великой Отечественной войны перед зданием Великолукского драматического театра. Первоначальное название Театральная площадь. 29 августа 1968 года площадь переименована в честь К. К. Рокоссовского.

## Описание

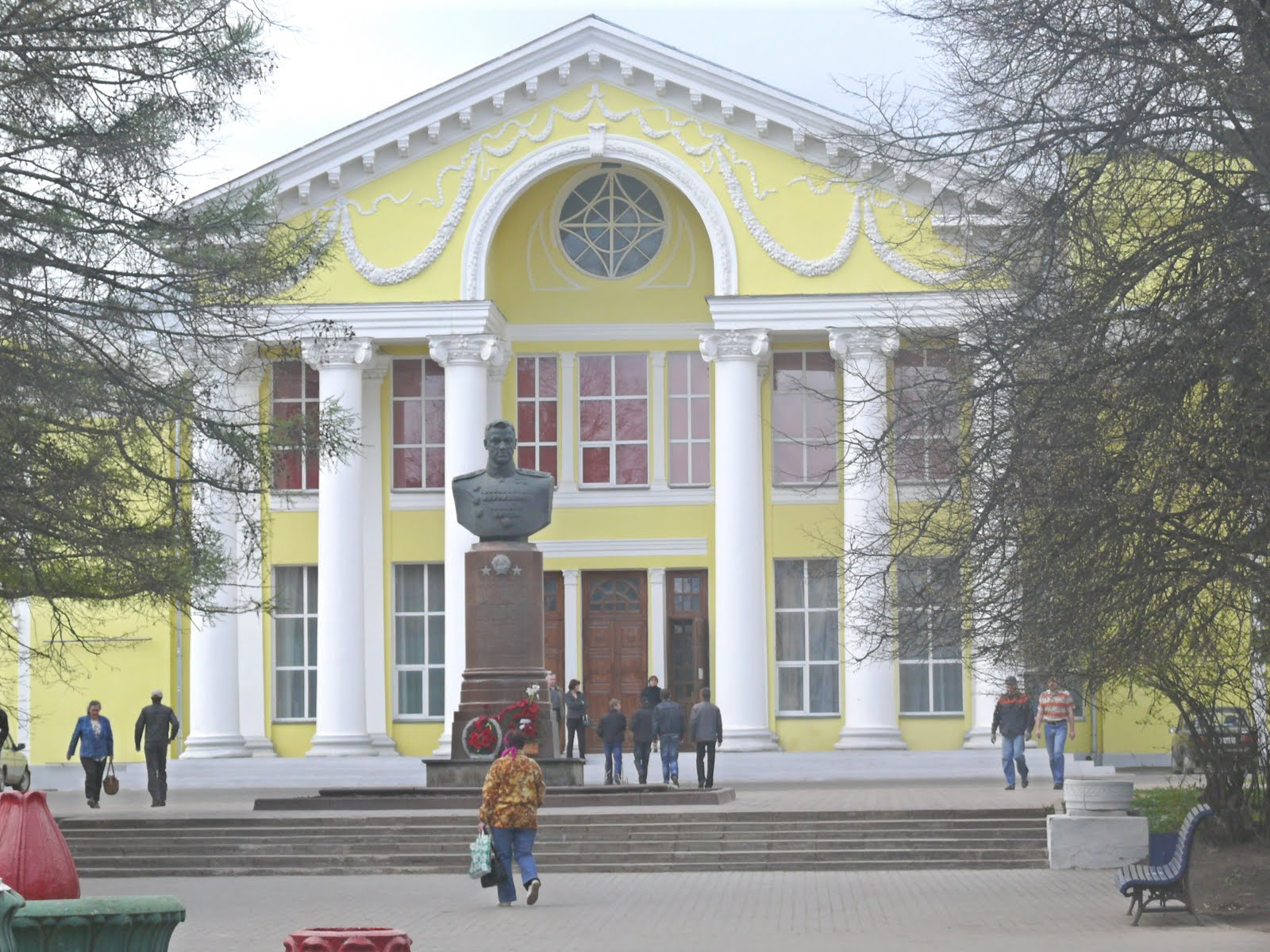
Бюст К. К. Рокоссовского перед зданием драматического театра

Площадь обрамлена характерными трехэтажными домами постройки 1950-х годов. Перед колонным портиком центрального фасада драматического театра, лицом в сторону площади и проспекта Ленина, расположен памятник культуры федерального значения — бюст дважды Героя Советского Союза К. К. Рокоссовского работы скульптора З. И. Азгура. Вокруг расположен партерный сквер. Бронзовый бюст расположен на высокой гранитной колонне-постаменте. В композицию памятника включено обрамление в виде цветника с двумя рядами парапета из полированных гранитных блоков.

## Объекты
- Великолукский драматический театр (Октябрьский проспект, 28/13) — построен в 1947 году на месте разрушенного Дома Красной Армии.
- Бюст К. К. Рокоссовского — установлен 15 февраля 1951 года перед зданием театра. Автор: скульптор З. И. Азгур.
- Цветной фонтан «Каменный цветок» — установлен в центре площади, открыт 23 августа 1960 года. Автор: А. К. Логинов[3].

## Транспорт
- Автобус № 2, 6, 9, 9к, 15, 16, 104, 110, 118.
- Маршрутное такси № 1, 1а, 2б, 3, 4, 4б, 5, 11, 12, 12а, 14, 26, 59.